# No t'amoïnis, soc aquí
No t'amoïnis, soc aquí (títol original en francès, T'en fais pas, j'suis là) és un telefilm francès dirigit per Pierre Isoard, amb Samuel Le Bihan en el paper del pare d'un nen autista. Es va emetre per primera vegada l'octubre del 2020 a France 2 com a part d'una vetllada dedicada a l'autisme. S'ha doblat al català central per a TV3.

## Sinopsi
En Jon, un advocat de prestigi, és pare d'un nen de 12 anys amb autisme, en Gabriel. La mare, la Sophie, el va tenir després de separar-se d'en Jon, que li passa uns diners mensuals per mantenir el nen, però no hi té relació. Un dia, la Sophie pateix un ictus i es queda hospitalitzada, i en Jon es veu obligat a fer de pare d'en Gabriel, sense cap mena d'experiència tractant amb un nen autista. La Marie, una educadora que s'ocupa del nen, intenta ajudar en Jon a entendre en Gabriel, però el pare té pensat ingressar-lo en un centre perquè no li afecti la vida quotidiana. De mica en mica, amb l'ajuda de la Marie, en Jon descobrirà que cuidar el seu fill no és la llosa que es pensava.